# Малая Филёвская улица
Ма́лая Филёвская у́лица (название 26 января 1960 года) — улица в Западном административном округе города Москвы на территории района Фили-Давыдково.

## Описание
Улица начинается от Минской улицы, у площади Московско-Минской Дивизии, и проходит параллельно Филёвской линии метро и Большой Филёвской улице. Справа примыкают Пинский проезд, улица Полосухина и Звенигородский переулок. Улица заканчивается возле станции метро «Кунцевская», переходя в Молдавскую улицу под путепроводом Рублёвского шоссе. Нумерация домов начинается от Минской улицы.

## Происхождение названия
Улица названа 26 января 1960 года по параллельной Большой Филёвской улице и сохраняет в себе название исторической местности Фили и реки Фильки, вдоль старого русла которой проходит.

## История
До 1960 года на нынешнем участке улицы от Рублевского шоссе до Звенигородского переулка проходила Полевая улица подмосковного города Кунцева. В 1960 году имеющаяся проезжая часть Полевой улицы была продлена до нынешней Минской улицы, и таким образом была сформирована современная Малая Филёвская улица.

## Транспорт
По улице проходят следующие маршруты автобусов:
- № 73 (от Мазиловской улицы у метро «Пионерская» до Минской улицы);
- № 283 (от Пинского проезда до Рублёвского шоссе и обратно).

### Ближайшая станция метро
На улице расположены выходы станций метро:
- «Кунцевская»
- «Пионерская»
- «Филёвский парк»

## Известные жители
- д. 40 — партийный деятель Виктор Афанасьев[3]
- д. 62 — писатель Леонард Лавлинский[4]